# 大張野駅
大張野駅（おおばりのえき）は、秋田県秋田市河辺神内（かわべじんない）字四国（しこく）にある、東日本旅客鉄道（JR東日本）奥羽本線の駅である。

## 歴史
- 1921年（大正10年） 11月10日：河辺郡和田村に国鉄の船岡信号場として開設[3]。
- 1929年（昭和4年）2月25日：大張野信号場に改称[3]。
- 1933年（昭和8年）11月：使用休止となり、閉鎖される[4]。
- 1940年（昭和15年）10月10日：ダイヤ改正に伴い、使用を再開[4]。
- 1950年（昭和25年）2月1日：旅客駅化。大張野駅が開業[2]。
- 1979年（昭和54年）
  - 11月1日：荷物の扱いを廃止[5]。駅員無配置駅となる[6]。
  - 12月1日：簡易委託化[7]。
- 1987年（昭和62年）4月1日：国鉄分割民営化により、JR東日本の駅となる[3]。
- 2006年（平成18年）4月ごろ：駅舎を改築。
- 2024年（令和6年）10月1日：えきねっとQチケのサービスを開始[1][8]。

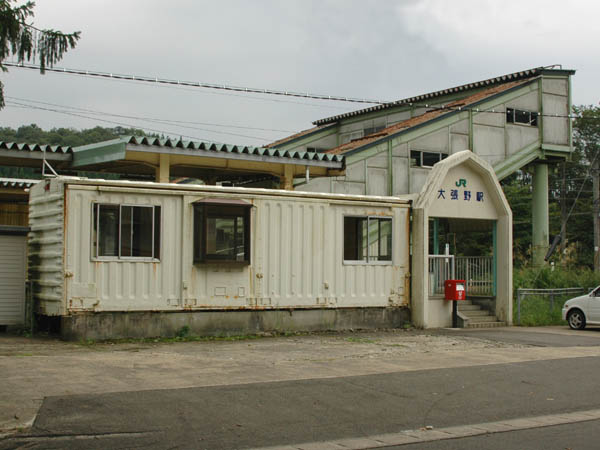
旧駅舎（2005年9月）

## 駅構造
単式ホーム1面1線を有する地上駅である。駅舎側に秋田新幹線の通過線があり、ホームとは跨線橋で連絡する。
秋田駅管理の無人駅である。

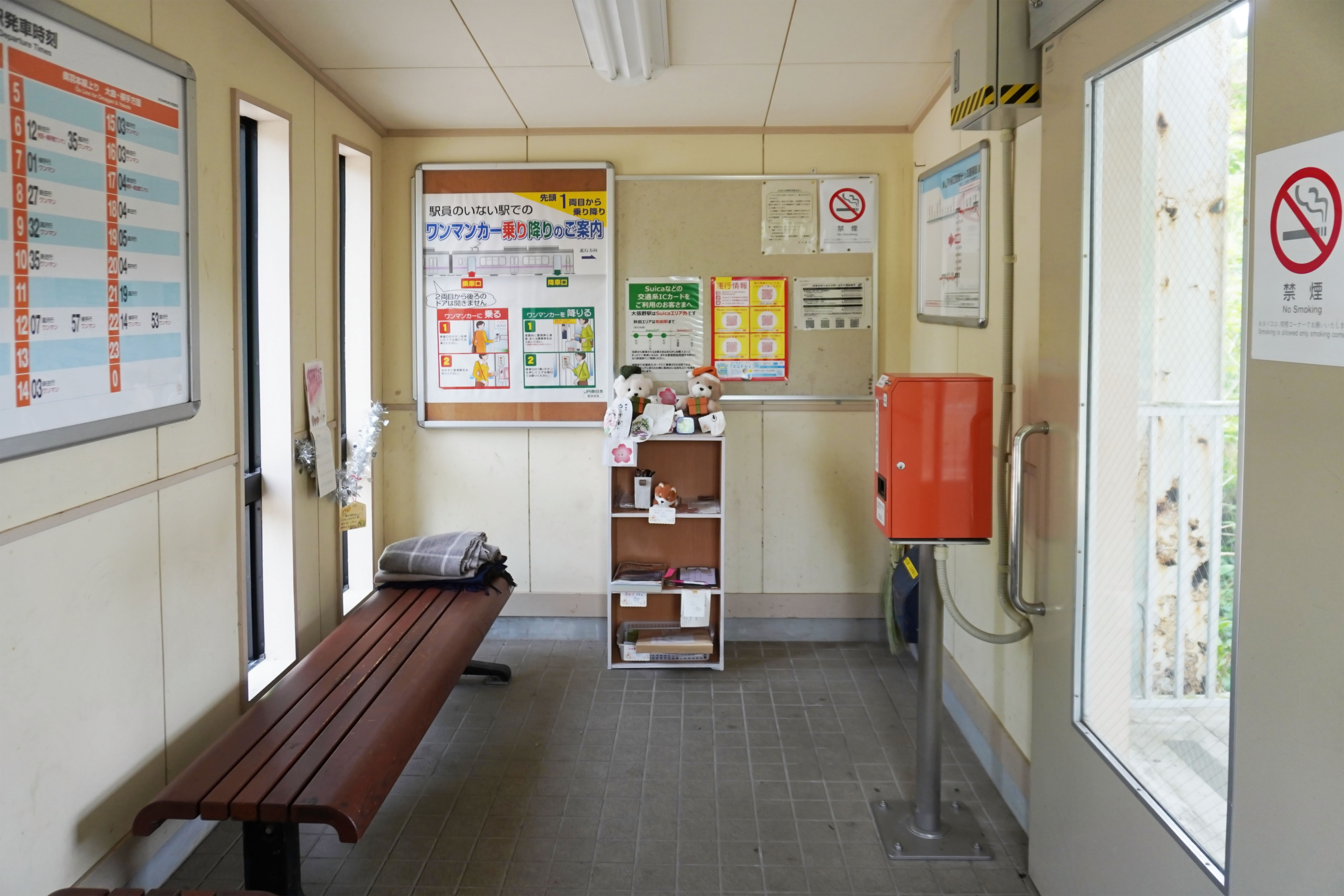
駅舎内（2024年5月）
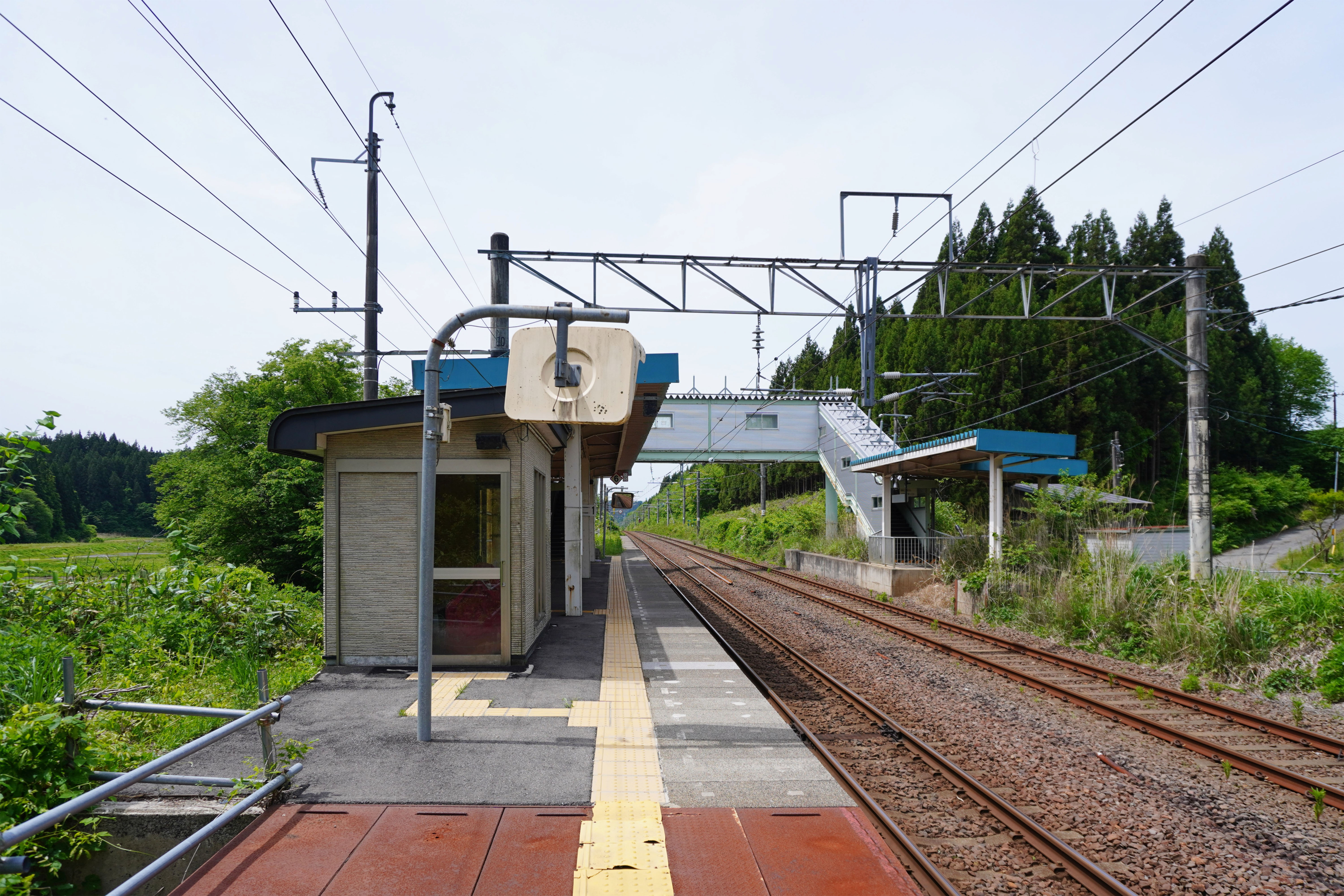
ホーム（2024年5月）

## 駅周辺
- 神内川
- 秋田中央広域農道
- 鬼子母神社
- ノースハンプトンゴルフコース（ゴルフ場）

「集落」はないが、駅より1段高い台地上に開拓地（大張野開拓）があり、酪農などを手掛ける農家が点在している。

## 隣の駅
東日本旅客鉄道（JR東日本）
■奥羽本線
□快速
通過
■普通
羽後境駅 - 大張野駅 - 和田駅